# Velický štít
Der Velický štít (deutsch Felker Spitze, ungarisch Felkai-csúcs, polnisch Wielicki Szczyt) ist ein 2319 m n.m. hoher Berg in der Hohen Tatra in der Slowakei. Der Berg befindet sich am Hauptkamm der Hohen Tatra, zwischen dem Berg Litvorový štít und Sattel Litvorové sedlo im Südwesten und dem breiten Sattel Poľský hrebeň und weiter dem Berg Východná Vysoká im Osten. Die angrenzenden Täler sind Velická dolina im Süden sowie Litvorová dolina im Talsystem der Bielovodská dolina im Norden.
Der Name des Bergs leitet sich vom Namen des Tals Velická dolina, das wiederum nach der ehemaligen Stadt Veľká, seit 1946 ein Stadtteil von Poprad, benannt worden ist, ab.
Der Berg liegt abseits touristischer Wanderwege und ist offiziell nur für Mitglieder alpiner Vereine oder mit einem Bergführer zugänglich.